# Gregory Torres
Gregory Javier Torres Cruzado (30 novembre 2003) è un pallavolista portoricano, opposto del Kyyjärven Kyky.

## Carriera

### Club
La carriera di Gregory Torres inizia nella formazione scolastica del Colegio Notre Dame. Si trasferisce poi negli Stati Uniti d'America, dove partecipa alla NCAA Division I dal 2022 al 2024 con la North Greenville.
Inizia la carriera da professionista in patria, partecipando alla Liga de Voleibol Superior Masculino 2024 con i Mets de Guaynabo e venendo premiato come miglior esordiente; nel gennaio 2025 firma con i finlandesi del Kyyjärven Kyky per la seconda parte dell'annata in Lentopallon Mestaruusliiga.

#### Nazionale
Fa parte della nazionale portoricana under 21 impegnata alla Coppa panamericana 2023 e di quella under 23 di scena ai I Giochi panamericani giovanili.
Nel 2022 debutta in nazionale maggiore in occasione della NORCECA Final Four, andando poi a conquistare l'oro nell'edizione 2025 del torneo.

## Palmarès

### Nazionali (competizioni minori)
- NORCECA Final Four 2025

### Premi individuali
- 2024 - Liga de Voleibol Superior Masculino: Miglior esordiente